# Luca De Filippo
Luca De Filippo, född 3 juni 1948 i Neapel, död 27 november 2015 i  Rom, var en italiensk skådespelare och teaterregissör. Han var son till dramatikern Eduardo De Filippo och skådespelerskan Thea Prandi. Luca föddes liksom sin ett år yngre syster Luisella innan föräldrarna hade ingått sitt kortvariga (1956-59) äktenskap. Kort efter föräldrarnas separation förlorade han både sin syster som dog i januari 1960 och sin mor som dog i juni 1961.
Luca De Filippo ställdes i likhet med de flesta i sin släkt på teaterscenen så snart han kunde lära in en roll. Vid sju års ålder debuterade han i sin farfar Eduardo Scarpettas pjäs Miseria e nobiltà, i en barnroll som skrivits nästan 70 år tidigare för hans farbror Vincenzo Scarpettas scendebut.
Trots den tidiga debuten ansåg hans föräldrar att skolan skulle komma i första hand och större roller fick vänta. Under skoltiden uppträdde De Filippo visserligen i flera av sin fars pjäser på torsdagskvällar och på söndagarna men det var små komiska roller med ett fåtal repliker, en del av dem skrivna av honom själv. Den riktiga debuten med en större roll i en känd pjäs ägde rum 1968 i faderns Il figlio di Pulcinella, då regisserad av Gennaro Magliulo. Det blev inledningen till en lång och framgångsrik karriär på teaterscenen, huvudsakligen som skådespelare i familjens egna klassiker, de flesta regisserade av fadern fram till dennes död 1984. Förutom familjemedlemmar kan bland pjäsförfattarna nämnas Luigi Pirandello, Gino Rocca, Antonio Petito och Molière.
De Filippo debuterade som teaterregissör 1984 med sin fars pjäs Uomo e galantuomo och regisserade därefter själv ett antal pjäser även om han fortsatte att till slutet av sin karriär huvudsakligen vara skådespelare i pjäser regisserade av bland andra Armando Pugliese och Francesco Rosi. Under 1990-talet började De Filippo tydligt bredda sig och familjens egna klassiker fick lämna mer plats åt andra författare i hans repertoar. Bland dessa kan nämnas Harold Pinter, Samuel Beckett och Lina Wertmüller.
Film och TV var sekundära verksamhetsområden för De Filippo. Hans TV-framträdanden 1955-81 bestod nästan uteslutande av medverkan i ett antal pjäser som hans far omarbetat för televisionen och hans intresse för att arbeta med TV-mediet minskade påtagligt när dessa projekt var avslutade. Han medverkade emellertid i ett par miniserier under 1980-talet, av vilka den populäraste blev Pasquale Squitieris kriminaldrama Naso di cane (1989).
Långfilmsdebuten ägde rum 1967 i Antonio Leonviolas film I giovani tigri. De Filippo medverkade i ett tiotal filmer, av vilka kan nämnas Lina Wertmüllers Sabato, domenica e lunedì (1990), som var en filmatisering av Eduardo De Filippos pjäs med samma namn, och hans sista film La stoffa dei sogni (2015). Den sistnämnda, regisserad av Gianfranco Cabiddu baserades på William Shakespeares pjäs Stormen, som har översatts till napolitanska av Eduardo De Filippo.
Luca De Filippos karriär avslutades nästan exakt som den hade börjat 60 år tidigare, med en pjäs skriven av hans far. Under en turné med Non ti pago tvingades regissören De Filippo åka akut till sjukhus 10 november 2015 med vad man först trodde var ett diskbråck men som visade sig vara långt framskriden cancer. Han avled i sitt hem 27 november. Begravningsceremonin som var borgerlig ägde rum 30 november på Teatro Argentina i Rom.

## Privatliv
Luca De Filippo sammanlevde i mer än 20 år med Francesco Rosis dotter Carolina Rosi. De gifte sig 2013.